# Vermutung von Feit-Thompson
Die Vermutung von Feit-Thompson ist eine zahlentheoretische Vermutung, die den Beweis des Satzes von Feit-Thompson und damit der Klassifikation der endlichen einfachen Gruppen erheblich vereinfachen würde.
Die Vermutung besagt, dass es keine Primzahlen {\displaystyle p} und {\displaystyle q} mit {\displaystyle p\not =q} gibt, für die {\displaystyle {\frac {q^{p}-1}{q-1}}} durch {\displaystyle {\frac {p^{q}-1}{p-1}}} teilbar ist.
Eine ursprüngliche, stärkere Version der Vermutung besagte, dass {\displaystyle {\frac {q^{p}-1}{q-1}}} und {\displaystyle {\frac {p^{q}-1}{p-1}}} für je zwei Primzahlen {\displaystyle p} und {\displaystyle q} mit {\displaystyle p\not =q} teilerfremd sind. Diese stärkere Version ist jedoch falsch, das einfachste Gegenbeispiel ist {\displaystyle p=17,q=3313}.